# ياروبولك الأول
ياروبولك بن سفياتوسلاف  (بالروسية: Ярополк Святославич) هو أمير كييف (من 972 حتى 978) والابن الأكبر لأمير سفياتوسلاف الذي كلفه بتولى الحكم في كييف.
ينتمي إلى سلالة روريك.

## المصدر
روسيا اليوم